# Luka Lotschoschwili
Luka Lotschoschwili (georgisch ლუკა ლოჩოშვილი; englisch Luka Lochoshvili; * 29. Mai 1998 in Tiflis) ist ein georgischer Fußballspieler.

## Karriere

### Verein
Lotschoschwili begann seine Karriere bei Dinamo Tiflis. Im März 2014 absolvierte er in Spiel für die Reserve von Dinamo in der Pirweli Liga. Im November 2015 stand er gegen Guria Lantschchuti erstmals im Kader der Profis. Sein Debüt für Dinamo in der Umaghlessi Liga gab er im November 2016, als er am 13. Spieltag der Saison 2016 gegen Lokomotive Tiflis in der Startelf stand. Bis zum Ende der Saison 2016 kam er zu fünf Einsätzen für den Hauptstadtklub in der Umaghlessi Liga. Im Mai 2017 erzielte er bei einem 3:2-Sieg gegen den FC Samtredia sein erstes Tor in der höchsten georgischen Spielklasse. Nach insgesamt 22 Erstligaeinsätzen für Dinamo wechselte er im August 2017 in die Ukraine zu Dynamo Kiew.
Nachdem er bei Dynamo ohne Einsatz geblieben war, kehrte er im März 2018 leihweise zu Dinamo Tiflis zurück. Für Dinamo kam er in der Saison 2018 zu 21 Einsätzen in der inzwischen Erovnuli Liga genannten höchsten Spielklasse. Im Februar 2019 wurde er für ein Jahr in die Slowakei an den MŠK Žilina weiterverliehen. Für Žilina kam er in der Saison 2018/19 zu drei Einsätzen in der Fortuna liga. In der Hinrunde der Saison 2019/20 blieb er ohne Einsatz. Nach dem Ende der Leihe kehrte er nicht in die Ukraine zurück, sondern wechselte fest zurück zu Dinamo Tiflis. Nach zehn Einsätzen verließ er Dinamo im August 2020 wieder und wechselte nach Österreich zum Wolfsberger AC, bei dem er einen bis Juni 2022 laufenden Vertrag erhielt. Am 27. Februar 2022 rettete er dem Gegenspieler Georg Teigl vermutlich das Leben, indem er ihm auf dem Spielfeld die verschluckte Zunge herausgezogen hat. Christopher Wernitznig und er erhielten dafür das Ehrenkreuz für Lebensrettung des Landes Kärnten. Am 27. Februar 2023 erhielt Lotschoschwili den FIFA-Fairplay-Preis. In knapp über zwei Jahren beim WAC kam der Innenverteidiger insgesamt zu 52 Einsätzen in der Bundesliga.
Im August 2022 wechselte Lotschoschwili nach Italien zu US Cremonese. Nach einer Leihe zur US Salernitana wechselte er im Sommer 2025 zum 1. FC Nürnberg.

### Auszeichnungen
- Ehrenkreuz für Lebensrettung des Landes Kärnten
- FIFA-Fairplay-Preis

### Nationalmannschaft
Lotschoschwili spielte im Oktober 2014 erstmals für die georgische U-17-Auswahl, für die er bis März 2015 zu sechs Einsätzen kam. Zwischen September 2015 und März 2017 spielte er sieben Mal für die U-19-Mannschaft. Im März 2017 debütierte er gegen Island für das U-21-Team.
Im September 2021 gab er in der WM-Qualifikation gegen Spanien sein Debüt im A-Nationalteam.